# Croato-brasileiro
Croato-brasileiro é um brasileiro de completa ou parcial ancestralidade croata, ou um croata residente no Brasil. Segundo a Sociedade Amigos da Dalmácia (SADA), o Brasil, possui aproximadamente setenta e cinco mil croatas brasileiros.
Destacam-se entre os brasileiros de ascendência croata: J. B. Tanko (cineasta), Željko Loparić (acadêmico) e Vladimir Herzog (jornalista).